# 林豫
林豫（？—？），字民服，號順齋，福建興化府莆田縣人，民籍，明朝政治人物。

## 生平
正德五年（1510年）庚午科福建鄉試第二十五名舉人，九年（1514年）甲戌科三甲第一百四十六名進士。授沅陵縣知縣，升四川布政使司右參議，嘉靖十年（1531年）平定真州盜秦柏等有功，賞賜銀幣，十二年（1533年）升河南布政使司右參政，歷升四川按察使、四川右布政使、廣東左布政使。

## 家族
曾祖林瑄；祖父林孟和，南京戶部主事；父林世槐，義官。母黃氏。兄林益（黎平府知府），弟林咸、林恒。